# Green River (přítok Ohia)
Green (anglicky Green River) je řeka ve státě Kentucky na východě USA. Je 449 km dlouhá. Povodí má rozlohu 24 400 km².

## Průběh toku
Pramení v západní části Předappalačské planiny a protéká převážně rovinatou krajinou, v níž silně meandruje. Ústí zleva do Ohia v povodí Mississippi.

## Vodní stav
Průtok vody silně kolísá od 4 až 5 m³/s do 3000 až 6000 m³/s během letních lijáků.

## Využití
Koryto řeky je splavněno zdymadly, což umožňuje vodní dopravu říčních lodí do vzdlenosti 320 km od ústí. V údolí středního toku řeky se u vesnice Mammoth Cave nachází Mamutí jeskyně.